# Erebia eupompa
Erebia eupompa är en fjärilsart som beskrevs av Hans Fruhstorfer 1917. Erebia eupompa ingår i släktet Erebia och familjen praktfjärilar. Inga underarter finns listade i Catalogue of Life.